# Madagaskarregenpfeifer
Der Madagaskarregenpfeifer (Anarhynchus thoracicus, Synonym: Charadrius thoracicus) ist ein kleiner Watvogel aus der Familie der Charadriidae. Er kommt im Westen Madagaskars an den Ufern von Lagunen, Küstenwiesen und in Salzwiesen vor. Er brütet hauptsächlich in offenem Grasland und trockenem Wattenmeer um alkalische Seen. Die Art wird von der IUCN aufgrund ihres geringen Bruterfolgs, ihrer geringen Fortpflanzungsrate und ihrer schwachen Anpassung an den zunehmenden Verlust des Lebensraums als gefährdet (vulnerable) eingestuft, was einen Rückgang der Populationen bedeutet.

## Beschreibung

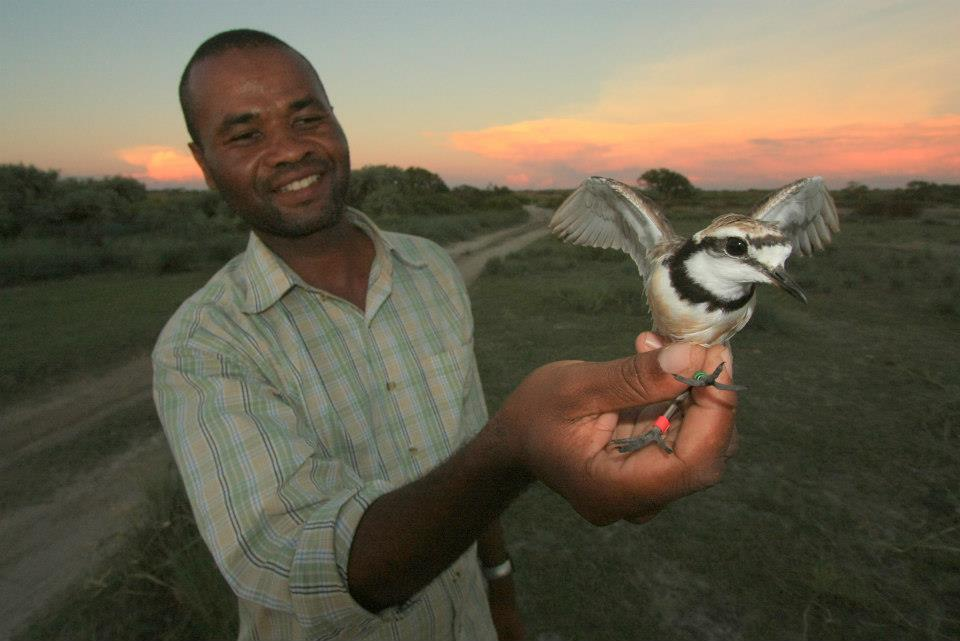
Ein Madagaskarregenpfeifer in der Hand

Erwachsene Männchen und Weibchen haben sehr ähnliches Gefieder, Weibchen sind jedoch etwas schwerer als männliche Exemplare und haben längere Flügel, was auf einen leichten Sexualdimorphismus hindeutet. Das Brutkleid des Madagaskarregenpfeifers besteht aus einer weißen Stirn, die von einem schwarzen Balken und einem schwarzen Stirnband begrenzt wird, und einem weißen Stirnband direkt darüber. Ein zusätzliches schwarzes Band verläuft hinter dem Auge um den Hinterhals, zusammen mit einem dicken schwarzen Band über der oberen Brust. Der Rest des Gesichts ist weiß. Ausgewachsene Exemplare wiegen 31–43 g, wobei Weibchen durchschnittlich 37,8 g und Männchen 36,4 g wiegen. Vom Mantel über die Skapulierfedern bis zum Hinterteil ist das Gefieder graubraun. Die beiden mittleren Schwanzfedern sind grau/braun, die äußeren heller mit dunkleren distalen Bändern und weißen Spitzen. Die Unterseite ist weiß, mit einem gerüschten Unterbauch und verdeckten Oberteilen. Schnabel, Beine und Augen sind während der Brutzeit schwarz. Außerhalb der Brutzeit ist das Erscheinungsbild der Art matter, wobei die schwarzen Markierungen eher braun sind. Dunenjunge wiegen ungefähr 7,1 g und haben einen limettengrünen Schnabel, der zur Spitze hin bräunlich schwarz wird, mit braunen Augen und matten limettengrünen Beinen.

## Lautäußerungen
Der Ruf besteht aus einem kurzen „Pip“, das alle 2–3 Sekunden wiederholt wird, sowie einem einzelnen „Pipipipreeeet“, das drei- bis sechsmal schnell wiederholt wird. Erwachsene rufen während der Brutzeit, wenn sie sich Gruppen anschließen, fliegen, alarmieren und Küken besuchen. Der Alarmruf ist ein „qui qui qui qui“, während die Flügel schlagen. Wenn die Gefahr vorüber ist, ist ein „tick tick“ zu hören.

## Verbreitung und Lebensraum

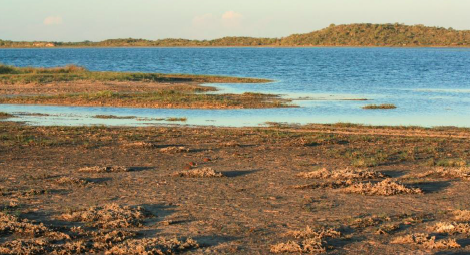
Brutstätte für Regenpfeifer in Madagaskar am Antsirabe-See, Andavadoaka, Madagaskar

Der Madagaskarregenpfeifer ist die einzige in Madagaskar endemische Regenpfeiferart und kommt hauptsächlich an der West- und Südküste von Andriamandroro bis Tapera vor. Es wird geschätzt, dass diese Population 139 km² einnimmt und vom Mahavavy-Delta im Norden bis nach Fort-Dauphin im Südosten brütet. Nester finden sich vorwiegend in dünn bewachsenen Lebensräumen wie Grasland, Küstenwatten, Salzwiesen, Rändern von alkalischen Seen und Mangroven, und Brutstätten erstrecken sich nicht mehr als einige Kilometer landeinwärts. Es ist nicht bekannt, dass der Madagaskarregenpfeifer wandert.

## Fortpflanzung
Der Bruterfolg der monogamen Regenpfeiferart ist sehr gering, mit einem geschätzten Nesterfolg von 22,9 %, langen Nistintervallen (52 Tage) und einer geringen Nistrate. Am Tsimanampetsotsa-See und in der Marambitsy-Bucht finden die meisten Bruten statt. Die Brutzeit liegt zwischen August und Mai, wobei die Eier zwischen April und Dezember gelegt werden. Pro Saison gibt es zwei Gelege.
Das Nest des Madagaskarregenpfeifers besteht aus einer kleinen Kuhle im Boden, meist in trockenen Böden in Graslandschaften, offenem Wattenmeer, angrenzenden Mangroven und alkalischen Seen. Die Mulden werden mit frischem und trockenem Pflanzenmaterial ausgekleidet und können auch kleine Kieselsteine und Schalenabfälle enthalten. Ein bis zwei Eier werden normalerweise in Abständen von 2–3 Tagen gelegt. Sie messen etwa 33 × 24 mm und haben ein Volumen von 8–9 cm³. Nester sind häufig in der Nähe von lebender Vegetation anzutreffen (je nach Umgebung unterschiedlich) und befinden sich im Durchschnitt 2 bis 50 m vom Wasserrand entfernt, da Gewässer für die Ernährung von entscheidender Bedeutung sind. Beide Eltern helfen, das Nest zu bauen und zu verteidigen, wobei die Treue zur Partnerstelle und die Paarbindung hoch sind.
Beide Geschlechter tragen mit gleichem Aufwand zum Ausbrüten der Eier bei, wobei die Brut 1–3 Tage nach der letzten Eiablage beginnt. Eier können schon vor Brutbeginn vor der Sonne geschützt werden. Die Eier werden den größten Teil des Tages bebrütet und an den heißesten Tageszeiten beschattet. Die Brutzeit beträgt 27 bis 28 Tage, nachdem das letzte Ei gelegt wurde. Wenn Eier unbeaufsichtigt sind, werden sie zum Schutz und zur Tarnung abgedeckt. Das Gelege wird gegen Raubtiere von beiden Elternteilen verteidigt. Es dauert ungefähr 30 Tage, bis die Küken geschlüpft sind, und beide Eltern nehmen an der Brutpflege teil. Küken können etwa 27–37 Tage nach dem Schlüpfen fliegen und 1–5 Tage später flügge werden.

## Gefährdung

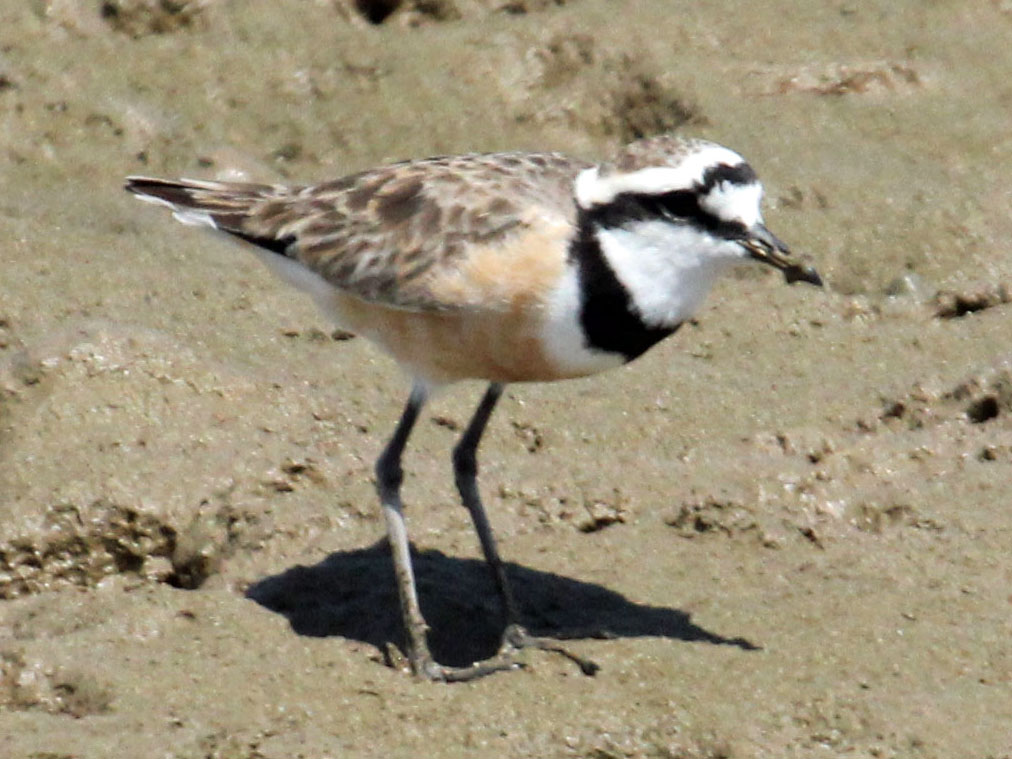
Madagaskarregenpfeifer in Morondava, Madagascar

Der Madagaskarregenpfeifer wird von der IUCN als gefährdet (vulnerable) eingestuft und muss möglicherweise bald als „stark gefährdet“ eingestuft werden.
Aufgrund des Drucks auf ihren Lebensraum in Feuchtgebieten ist anzunehmen, dass die kleine Population ständig zurückgeht. Die endemische Art ist der seltenste Regenpfeifer in Madagaskar. Der Bestand wird auf 3100 ± 396 Individuen geschätzt, was eine Zahl von 1800 bis 2300 ausgewachsenen Vögeln bedeutet. Darüber hinaus ist der Bruterfolg sehr gering und die Vermehrungsraten sind zu niedrig, als dass sich der Bestand erholen kann.
Die Hauptbedrohung ist der Verlust oder die Verschlechterung des Lebensraums, hauptsächlich aufgrund der Umwandlung vieler natürlicher Feuchtgebiete von Regenpfeifern in Reisfeldern und Garnelenfarmen. Da die Population auf spezielle Feuchtgebiete beschränkt ist, sind sie besonders anfällig für die Zerstörung von Lebensräumen. Rinder können der Population helfen, indem sie Platz zum Nisten schaffen, bergen jedoch das unvermeidliche Risiko, Vögel und Nester mit Füßen zu zertreten. Die Lebensumstände des Madagaskarregenpfeifers wie kleine Gelege, lange Inkubationszeiten, langsames Wachstum der Küken und lange Wiedereingliederungsintervalle machen ihn weniger widerstandsfähig gegen Umweltveränderungen und damit sehr empfindlich für Lebensraumbedrohungen.
Drei Brutplätze befinden sich in geschützten Nationalparks: See Tsimanampetsotsa, Kirindy Mitea und Baly Bay. Die Bekämpfung von Raubtieren wurde als Schutzmaßnahme vorgeschlagen, dies kann jedoch schwierig sein, da die Raubtiere selbst in Madagaskar endemisch, gefährdet oder geschützt sind.